# Хлас Људу
Хлас Људу (свк. Hlas Ľudu (Глас народа) је информативно-политички недељник војвођанских Словака.

## Историјат
Први број Хлас Људу објављен је 19. октобра 1944. у Бачком Петровцу. Редакција Хлас Људу од 1945. до 1961. године налазила се у некадашњој Алтмановој кући у Петровцу. Затим се преселила у нову зграду штампарије, а 1967. године у Нови Сад. Од 1967. лист излази у Новом Саду. Данас Новинско-издавачком установом Хлас Људу управља Национални савет словачке националне мањине. Директор установе је Милана Арњаш Радић. Новине имају бројне рубрике и редовне додатке: Poľnohospodárske rozhľady (додатак за пољопривреднике и село), Obzory (додатак за културу, науку, уметност и књижевност), Mozaikа (магазин).